# KTBL-Datensammlungen
Bei den KTBL-Datensammlungen handelt es sich um Fachliteratur zur landwirtschaftlichen Planungsrechnung. Die Zahlenwerke bestehen weitgehend aus Tabellen. Die Datensammlung Betriebsplanung Landwirtschaft ist ein Standardwerk, das seit 1969 alle 2 Jahre vom Kuratorium für Technik und Bauwesen in der Landwirtschaft (KTBL) herausgegeben wird. Darüber hinaus sind Datensammlungen zum Gartenbau und zum Weinbau sowie Spezialdatensammlungen zu einzelnen Betriebszweigen erschienen.

## Inhalt
Die KTBL-Datensammlungen bieten bundeseinheitliche Grundlagen für Planungsrechnungen und betriebswirtschaftliche Bewertungen in Landwirtschaft sowie Wein- und Gartenbau. Daneben liefern sie Ergebnisdaten zu verschiedenen landwirtschaftlichen Produktionsrichtungen sowie methodische Hinweise zur Lösung betriebswirtschaftlicher Fragestellungen.

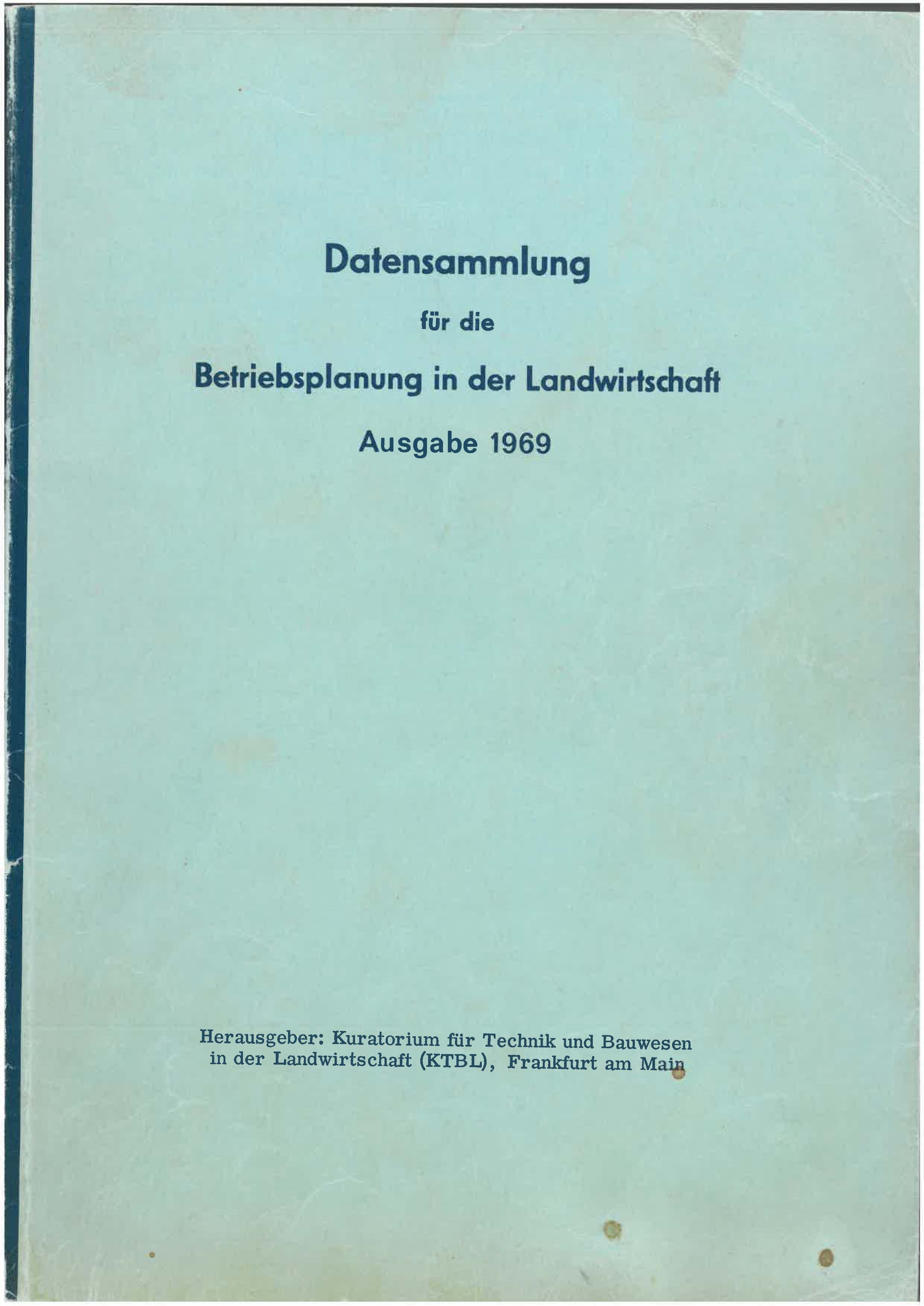
Datensammlung für die Betriebsplanung in der Landwirtschaft, Cover Ausgabe 1969

Konzipiert wurden die KTBL-Datensammlungen vor allem für Betriebsleiter und deren Berater sowie den Unterricht an landwirtschaftlichen Fachschulen. Heute haben sie auch im landwirtschaftlichen Studium einen hohen Stellenwert erlangt. Die Daten sind justiziabel und werden aufgrund dessen auch von Gutachtern und Sachverständigen genutzt. Die Datensammlungen vom KTBL unterscheiden sich von anderen Datenzusammenstellungen durch ihren Zuschnitt auf Planungsrechnungen. Anders als z. B. Betriebszweiganalysen sind die Daten allgemeingültig, die Daten beziehen zukünftige Entwicklungen mit ein, z. B. bei den zu erwartenden Preisen, und werden teilweise für die konkreten Planungsbeispiele sowie Arbeits- und Produktionsverfahren konfiguriert.
Die Datensammlung Betriebsplanung Landwirtschaft gliedert sich in Abschnitte zu Maschinen und Anlagen, zu Preisen für Leihmaschinen und Dienstleistungen, zu Arbeitsverfahren in der pflanzlichen Erzeugung, zur pflanzlichen Erzeugung selbst, zur tierischen Erzeugung sowie betrieblichen Kennwerten. Bei den Inhalten handelt es sich mit Ausnahme von Methodenbeschreibungen um Zahlenwerte in tabellarischer Form. Abweichend davon liefern Spezialdatensammlungen, z. B. zur Haltung von Pferden, auch allgemeine Informationen zum Betriebszweig.

## Datenquellen
Ein Großteil der Daten stammt aus der Datenbank des KTBL. Web-Anwendungen wie der Wirtschaftlichkeitsrechner Tier, die Leistung-Kostenrechnung Pflanzenbau oder die Maschinen- und Reparaturkosten flankieren die Datensammlungen, indem sie zusätzliche Daten sowie Planungsbeispiele bieten.
Die Daten werden vom KTBL im Auftrag von Bund und Ländern routinemäßig aufbereitet und fortgeschrieben. Wichtige Datenquelle ist das KTBL-Arbeitsprogramm Kalkulationsunterlagen, in dem auf Grundlage einer Bund-Länder-Verwaltungsvereinbarung (AZ 311-3054-0/6) jährlich der Aktualisierungsbedarf festgestellt und die Datenlücken geschlossen werden. Eine Programmgestaltungsgruppe (PGG) wählt die Themen aus und erstellt einen Vorschlag für das Arbeitsprogramm zur Genehmigung durch die Referenten Betriebswirtschaft des Bundes und der Länder. Daneben liefern die laufenden Projekte des KTBL weitere Daten.

## Geschichte
Das Kuratorium für Technik in der Landwirtschaft e. V. (KTL), ein Vorläufer des heutigen KTBL, hat ab 1963 in mehreren Ordnern mit Loseblattsammlungen Kalkulationsunterlagen für Betriebswirtschaft herausgegeben. Ordner gab es für die Landwirtschaft, den Gartenbau und die Hauswirtschaft.
Binnen weniger Jahre zeigte sich, dass das Format als Loseblattsammlung im Sammelordner für die wachsende Datenmenge nicht mehr geeignet war. Parallel wurde der Ruf nach bundesweit abgestimmten Daten immer lauter. Das KTBL tat sich dem folgend mit anderen Datenanbietern zusammen. Mit der Arbeitsgemeinschaft der Beraterseminare, dem Amt für angewandte landwirtschaftliche Betriebswirtschaft in München, den Landwirtschaftskammern und dem Land- und Hauswirtschaftlichen Auswertungs- und Informationsdienst (AID) gab das KTBL dann 1969 die Datensammlung für die Betriebsplanung in der Landwirtschaft als bundesweit gültiges Werk heraus. Redaktionell wurde das KTBL bis 1993 noch von der Landesanstalt für die Anpassung der Landwirtschaft in Donaueschingen unterstützt.
2001 wurde die erste KTBL-Datensammlung mit elektronischer Datenbank auf CD-ROM herausgegeben. Inhaltlich erfolgte 2004 eine Zäsur. Auf der Grundlage von Kundenbefragungen wurde die Datensammlung Betriebsplanung Landwirtschaft neu konzipiert. Mit der Integration des Inhaltes vom Taschenbuch Landwirtschaft sollten Kunden für überschlägige Betrachtungen auf ein fertiges Ergebnis zurückgreifen können und zeitgleich auch für komplexere Planungen die jeweils notwendigen Grunddaten finden.
Über Jahrzehnte hinweg wurden immer wieder Anpassungen vorgenommen. Neue Produktionsverfahren, z. B. automatische Melksysteme, und verändernde Schlaggrößen- und wachsende Tierbestandszahlen fanden ihren Widerhall. Auch Fördermaßnahmen der Agrarpolitik, z. B. zur Flächenstilllegung, wurden abgebildet. Neben den zur Landwirtschaft, zum Weinbau und zur Kellerwirtschaft sowie zum Obst- und Gemüsebau kontinuierlich erscheinenden Datensammlungen werden zu aktuellen Themen wie dem Anbau von Weihnachtsbäumen oder der Pferdehaltung Spezialdatensammlungen herausgebracht.
Die methodische Grundlage ist die landwirtschaftliche Planungsrechnung wie sie von Schroers und Sauer 2011 beschrieben wird.

## Auflagen
| Titel                                                                                       | Jahr | Auflage | Seiten |
| ------------------------------------------------------------------------------------------- | ---- | ------- | ------ |
| Spezielle Betriebszweige in der Tierhaltung                                                 | 1993 | 2.      | 143    |
| Standarddeckungsbeiträge 1998/99                                                            | 1998 | 23.     | 71     |
| Heil- und Gewürzpflanzen                                                                    | 2001 | 1.      | 77     |
| Bewirtschaftung großer Schläge                                                              | 2002 | 2.      | 274    |
| Aufbereitung von Kartoffeln                                                                 | 2003 | 1.      | 94     |
| Ökologischer Obstbau                                                                        | 2005 | 1.      | 116    |
| Landschaftspflege 2005                                                                      | 2005 | 5.      | 100    |
| Urlaub auf dem Lande                                                                        | 2006 | 4.      | 122    |
| Konservierung und Lagerung von Druschfrüchten                                               | 2007 | 1.      | 166    |
| Milchziegenhaltung. Produktionsverfahren planen und kalkulieren                             | 2008 | 1.      | 102    |
| Junghennenhaltung. Produktionsverfahren planen und kalkulieren                              | 2008 | 1.      | 105    |
| Hauswirtschaft. Daten für eine professionelle Dienstleistung.                               | 2008 | 1.      | 126    |
| Fleischschafhaltung. Produktionsverfahren planen und kalkulieren                            | 2009 | 1.      | 122    |
| Containerbaumschule. Betriebswirtschaftliche und produktionstechnische Kalkulationen        | 2010 | 1.      | 140    |
| Kartoffelproduktion. Betriebs- und arbeitswirtschaftliche Kalkulationen                     | 2011 | 1.      | 280    |
| Energiepflanzen. Daten für die Planung des Energiepflanzenanbaus                            | 2012 | 2.      | 368    |
| Pferdehaltung. Planen und kalkulieren                                                       | 2012 | 1.      | 200    |
| Freilandbewässerung. Betriebs- und arbeitswirtschaftliche Kalkulationen                     | 2013 | 1.      | 140    |
| Ökologischer Feldgemüsebau. Betriebswirtschaftliche und produktionstechnische Kalkulationen | 2013 | 1.      | 376    |
| Futterbau. Produktionsverfahren planen und kalkulieren                                      | 2014 | 1.      | 452    |
| Landschaftspflege mit Schafen                                                               | 2014 | 1.      | 116    |
| Topfpflanzenbau. Betriebswirtschaftliche und produktionstechnische Kalkulationen            | 2014 | 1.      | 212    |
| Ökologischer Landbau. Daten für die Betriebsplanung im ökologischen Landbau                 | 2017 | 2.      | 808    |
| Gemüsebau. Freiland und Gewächshaus                                                         | 2017 | 1.      | 652    |
| Weinbau und Kellerwirtschaft                                                                | 2017 | 16.     | 192    |
| Weihnachtsbaumanbau                                                                         | 2018 | 1.      | 276    |
| Container- und Freilandbaumschule. Produktionsverfahren planen und kalkulieren              | 2022 | 1.      | 436    |
| Obstbau                                                                                     | 2022 | 5.      | 272    |
| Betriebsplanung Landwirtschaft 2024/25                                                      | 2024 | 29.     | 776    |